# Pitara
Pitara là một chi bướm đêm thuộc họ Erebidae.